# 利伯勒爾 (堪薩斯州)
利伯勒爾（英語：Liberal）是一個位於美國堪薩斯州蘇厄德縣的城市。同時該地也是蘇厄德縣的縣治。

## 地方資料
利伯勒爾的座標為37°02′36″N 100°55′41″W / 37.04333°N 100.92806°W，而該地的海拔高度為864米（即2835英尺）。根據2010年美國人口普查，該地共人口19825人，而該地的面積約為30.18平方千米。